# 盧安達突吻魚
盧安達突吻魚（学名：Varicorhinus ruandae）为輻鰭魚綱鯉形目鲤科的其中一種，被IUCN列為極危保育類動物，分布於非洲盧安達，體長可達15公分，可能因外來種導致族群減少。

## 扩展阅读
維基物種上的相關：盧安達突吻魚